# Yi Xing
Yi Xing (一行S, Yī XíngP, I-Hsing,W; 683 – 727) è stato un astronomo, matematico, ingegnere e monaco buddhista cinese, considerato il maggior astronomo del periodo della dinastia Tang.
Yi Xing costruì una sfera armillare di bronzo per la misura delle altezze stellari e fece costruire una serie di osservatori astronomici in tutto l'impero Cinese, dal Vietnam — sul 17º parallelo N — fino alla Mongolia — sul 50º parallelo N. Riformò inoltre il calendario cinese e fu il primo astronomo a riconoscere il moto proprio stellare.
L'asteroide 1972 Yi Xing è stato intitolato in suo onore.